# اس‌ام یوسی-۷
اس‌ام یوسی-۷ (به انگلیسی: SM UC-7) یک زیردریایی بود که طول آن ۱۱۱ فوت ۶ اینچ (۳۳٫۹۹ متر) بود. این زیردریایی در سال ۱۹۱۵ ساخته شد.